# Italian Horror Stories
Italian Horror Stories è un film a episodi del 2021 supervisionato da Claudio Fragasso (il quale dirige anche un episodio) e diretto da sei registi.

## Trama
Il film è composto da sette episodi il primo dei quali, "La cartomante", funge da cornice a tutti gli altri.

### Episodi

#### La cartomante
Diretto da Claudio Fragasso.

#### La trappola
Diretto da Antonio Losito.

#### L'ultima tomba a sinistra
Diretto da Daniele Malavolta.

#### Il fantasma di Claudio
Diretto da Andrea D'Emilio.

#### Amore non è 'ammore' se muta quando scopre mutamenti
Diretto da Vincenzo Della Corte.

#### Vendetta
Diretto da Gianluca Bonucci.

#### The midnight special
Diretto da Francesco Giorgi.

## Distribuzione
Il film è stato distribuito direttamente su Amazon Prime Video e successivamente trasmesso in prima visione su Cine 34 il 10 marzo 2023.